# پناهگاه صخره‌ای ولیعصر
پناهگاه صخره‌ای ولیعصر مربوط به دوره نوسنگی - عصر مس و سنگ تا است و در شهرستان پل‌دختر، بخش مرکزی، دهستان جایدر، روستای میرآباد واقع شده و این اثر در تاریخ ۱۵ دی ۱۳۸۷ با شمارهٔ ثبت ۲۴۲۶۷ به‌عنوان یکی از آثار ملی ایران به ثبت رسیده است.